# Rachel Hazes
Rachel Friedel Hazes-van Galen (Rotterdam, 3 maart 1970) is een Nederlandse vrouw die de derde echtgenote was van de Nederlandse volkszanger André Hazes en is sinds 2004 zijn weduwe. Ze beheert de muzikale nalatenschap van André Hazes en is onder andere betrokken bij de organisatie van evenementen, zoals Holland zingt Hazes en Een rondje Hazes.

## Biografie
Rachel van Galen werd geboren in Rotterdam en groeide op in een slagersgezin. Na haar opleiding in het voortgezet onderwijs werkte ze een tijdje in een slagerij. Van Galen en haar ouders waren grote fans van André Hazes. Naar eigen zeggen ontmoette ze Hazes voor het eerst in een café waar hij optrad en waar ze als twaalfjarige door hem een microfoon in de handen kreeg gedrukt en een van zijn liedjes zong. Na enkele jaren kregen ze een relatie.
Op 14 oktober 1991 trouwde zij met Hazes. Ze woonden in Vinkeveen en kregen twee kinderen: Roxeanne (1993) en André jr. (1994). Voor het overlijden van haar echtgenoot woonden de twee al apart van elkaar.
Na het overlijden van André sr. in 2004 trad Rachel nadrukkelijk op de voorgrond. Zij regisseerde de publiciteit rond de rouwplechtigheden en trad op in een documentaireserie van de TROS: Namens André. Een jaar na het overlijden van haar man verscheen onder haar naam het boek Typisch André. Hazes' eerste echtgenote spande vergeefs een kort geding aan om uitgave te voorkomen. Het boek was geschreven door een bekende van André sr. Zelf heeft Rachel van Galen daaraan bijdragen geleverd.
Bezoekers van de website van de Volkskrant kozen Rachel Hazes in 2005 tot Nederlander van het jaar. Daarvan was een ludiek bedoelde actie van GeenStijl de oorzaak: de weblog kaapte de wedstrijd door op te roepen op haar te stemmen. De krant stopte na deze actie van GeenStijl met de jaarlijkse verkiezing.
De musical Hij Gelooft in Mij, die liep van 2012 tot 2015, is gebaseerd op het leven van André sr. Het verhaal wordt gebracht door de ogen van Rachel van Galen. Zij werd vertolkt door onder meer Chantal Janzen en Hadewych Minis. In de film Bloed, zweet & tranen (2015), over het leven van André sr., werd de rol Rachel Hazes opnieuw vertolkt door Minis.
In 2018 was Rachel Hazes te zien in het tweede seizoen van de realityserie André Hazes: ik haal alles uit het leven, waarin haar zoon en zijn gezin centraal stonden. In 2020 stond ze centraal in een aflevering van de talkshow Hoge bomen en was ze te zien in het televisieprogramma Het hek van de dam van SBS6. Aan de vierdelige docuserie Kleine Jongen: het echte leven van André Hazes, die in 2021 werd uitgezonden op de Nederlandse televisie, werkte ze mee door exclusief privébeeldmateriaal ter beschikking te stellen. Tevens vertelde ze over haar leven met Hazes.
Hazes-van Galen draagt sinds het overlijden van haar man op 23 september 2004 zorg voor zijn nalatenschap en ziet het als belangrijke taak om de herinnering aan hem levend te houden. Ze beheert de muziekrechten, beslist over nieuw uit te geven werk en is betrokken bij de organisatie van evenementen en televisieprogramma's rondom zijn persoon en muziek, zoals Holland zingt Hazes en Een rondje Hazes.

### Rechtszaak dochter Roxeanne
In 2022 stelde dochter Roxeanne ernstige twijfels te hebben bij het verkrijgen van deze zorg voor de nalatenschap. Zij wilde door een kort geding duidelijkheid krijgen over de vraag of Rachel zich als erfgenaam mocht afficheren. Er was een bepaling in het testament van André sr., dat als er bij overlijden een echtscheidingsprocedure was opgestart, Rachel geen erfgenaam en executeur-testamentair is. Ook wilde Roxeanne duidelijkheid of haar moeder de intellectuele eigendomsrechten zonder instemming van de kinderen mag exploiteren en alle revenuen aan haar toekomen, tenslote wilde Roxeanne van Rachel inzicht in bepaalde financiële stukken om de waarde van de in 2005 ontbonden huwelijksgoederengemeenschap te kunnen bepalen. De testamentair bewindvoerder over het erfdeel van Roxeanne (tot 2020), is mede-eiser, hij stelt dat hij het bewind niet naar behoren heeft kunnen uitvoeren door de handelwijze van Rachel.
Rachel stelde dat er een echtscheidingsprocedure was begonnen maar ze zich in 2004 weer met André had verzoend, ze heeft ten voordele van haar twee kinderen afstand gedaan van haar erfdeel. Ze heeft geen bemoeienis gehad met de afwikkeling van de nalatenschap. Voor haar was het belangrijkste dat zij – conform het testament – alle activa kreeg toebedeeld, zodat zij over de muzikale nalatenschap kon blijven waken, dat doet ze met hart en ziel. De vaststelling en waardering van de bezittingen en schulden van de ontbonden huwelijksgoederengemeenschap zijn onder toezicht en begeleiding van een groot accountantskantoor uitgevoerd. Bij de verdeling van de nalatenschap hebben er geen onregelmatigheden plaatsgevonden. De testamentair bewindvoerder heeft geen belang bij de zaak.
De voorzieningenrechter bepaalde dat de voormalig testamentair bewindvoerder geen belang heeft bij de zaak omdat het bewind in 2020 is geëindigd doordat Roxeanne de leeftijd van 25 jaar had bereikt en sindsdien zelf kan procederen over de erfenis. De rechter stelde vast dat er voldoende gronden zijn om aan te nemen dat de echtscheidingsprocedure formeel nog aanhangig was op het moment van André Hazes' overlijden en de uitsluitingsgrond van het testament daarom van toepassing is, Rachel is geen erfgenaam, alleen Roxeanne en André junior. De toenmalig advocaten van Rachel en André verklaarden weliswaar dat er ten tijde van André's overlijden geen lopende echtscheidingsprocedure was, maar of dat ook betekent dat de echtscheidingsprocedure formeel bij de rechtbank was ingetrokken, volgt daaruit niet, althans onvoldoende.
Omdat het echtpaar Hazes in gemeenschap van goederen was getrouwd, was Rachel eigenaar van de helft van de huwelijksgoederengemeenschap. Ze was geen erfgenaam van de andere helft maar had de andere helft in 2005 verworven bij notariële akte op basis van afspraken tussen Rachel en de erfgenamen over verdeling van de huwelijksgoederengemeenschap. Rachel had de erfgenamen, waaronder Roxeanne, wegens de overbedeling gecompenseerd met een geldbedrag. Volgens het vonnis blijkt uit de akte van verdeling dat de testamentair bewindvoerder van Roxeanne en André jr., de executeur en Rachel op 13 mei 2005 zijn overeengekomen dat alle bezittingen (en schulden) uit de ontbonden huwelijksgoederengemeenschap (inclusief de nalatenschap van André aan Rachel zijn toebedeeld. De advocaat van Roxeanne verklaarde ter zitting dat het de bedoeling van de betrokken partijen was dat álle bezittingen (en schulden) uit de ontbonden huwelijksgoederengemeenschap aan Rachel werden toebedeeld. In zoverre is Rachel te beschouwen als verkrijgster van alle bezittingen (en schulden) uit de nalatenschap van André.
De vraag of Rachel zich erfgenaam mocht noemen kon niet bij het kort geding behandeld worden omdat (de advocaat van) Roxeanne al in 2020 naar buiten had gebracht te menen dat Rachel geen erfgenaam was en deze vraag toen al aanhangig had kunnen maken. Er was daarom geen spoedeisend belang, het vereiste voor een kort geding procedure. Voor de vraag of Rachel in 2005 de rechten uit intellectuele eigendom had verworven gold hetzelfde, die vraag werd ook al in 2020 aan de orde gesteld.
Rachel werd wel bij voorlopige voorziening veroordeeld tot het binnen één maand na betekening van het vonnis verstrekken van kopieën van bepaalde bankafschriften en van het rapport dat in 2005 door accountantskantoor PwC is opgemaakt over de waardering van de holding van André sr.. Op deze manier kan Roxeanne beoordelen of het bedrag dat in 2005 als compensatie is betaald, waarmee haar testamentair bewindvoerder akkoord was gegaan, redelijk was.

## Publicatie
- (2005) Typisch André, uitgeverij Melvin Produkties, ISBN 9789090198651